# Akio Satsukawa
Akio Satsukawa (薩川 昭夫, Satsukawa Akio) (1961) è uno sceneggiatore giapponese.
Diplomatosi alla facoltà di lettere dell'Università di Waseda, Satsukawa è un membro della Japan Scenario Writers Association. Ha lavorato in alcune opere dello studio Gainax in collaborazione con Hideaki Anno, come Nadia - Il mistero della pietra azzurra, Otaku no video e il più famoso Neon Genesis Evangelion. Fra le sue opere si annovera anche Gilgamesh.